# Matty James
Matthew James (Bacup, 22 de Julho de 1991) é um futebolista inglês. Atualmente joga no Bristol City, na posição de meio-campista. Começou sua carreira na academia do Manchester United, assim como seu irmão Reece também veio das categorias de base, porém deixou o clube para ser emprestado ao Preston North End antes de se juntar ao Leicester City definitivamente.

## Carreira
Jogou pelo time sub-18 do Manchester United em 18/10/2005, com 14 anos. Atuou mais 8 vezes pelo time sub-18 na temporada 2006/07. James marcou seus primeiros gols pela camisa do United durante a temporada 2007/08. Tornou-se titular na temporada 2008/09 e jogou 22 vezes pelos ''reserves'' e 14 pelos sub-18. Teve sua primeira oportunidade no time principal em 24 de Maio de 2009 fardando a nº 47, chegou a estar no banco de reservas mas não entrou no lugar de ninguém.
Seguindo os passos de Danny Welbeck, seu companheiro de equipe, foi emprestado ao Preston North End até o fim da temporada 2009/10, marcou um gol contra o Sheffield United em 9/2/2010 que encobriu o goleiro Ian Benett.
Foi negociado junto com Ritchie De Laet ao Leicester por 3 temporadas. Marcou seu 1º gol contra o Torquay United (3º dos Foxes no 4-0) na Copa da Liga. Marcou outros 3 gols até o fim da liga, incluindo aquele no 3-2 contra o Nottingham Forest no último dia da temporada, ajudando o time a jogar os play-offs. Matty James participou de ambos os jogos daquela fatídica eliminação contra o Watford por 3-2 (agregado).
Na temporada seguinte (2013/14), jogou 35 vezes pela equipe que foi promovida à Premier League. Na temporada 2014/15 demorou a estrear por estar se recuperando de uma lesão. Participou da partida em que o Leicester ganhou por 5-3 do Manchester United. Na vitória de 2-0 sobre o Southampton em 9 de maio, James rompeu os ligamentos e parou de 6 meses a 9 meses.
Não jogou nenhuma partida na temporada 2015/16 em que seu time foi campeão inédito.
No dia 25 de janeiro de 2017 foi emprestado ao Barnsley até o fim da temporada.
Em 19 de agosto de 2017 fez sua primeira aparição pelos Foxes em 2 anos na vitória de 2-0 sobre o Brighton & Hove Albion.

## Títulos

### Leicester City
- Football League Championship: 2013–14
- Premier League: 2015–16

### Individual
- Melhor Jovem jogador da Temporada: 2013